# Bayerisches Denkmalschutzgesetz
Das Bayerische Denkmalschutzgesetz (BayDSchG) bildet die gesetzliche Grundlage für den Denkmalschutz in Bayern. Das Gesetz trat am 1. Oktober 1973 in Kraft. Es ist eines der Denkmalschutzgesetze in Deutschland, mit dem die Gesetzgebungskompetenz für den Denkmalschutz nach Art. 70 bis 74 GG bei den Bundesländern liegt.

## Inhalt
In Artikel 1 werden zunächst Denkmäler definiert als „von Menschen geschaffene Sachen oder Teile davon aus vergangener Zeit, deren Erhaltung wegen ihrer geschichtlichen, künstlerischen, städtebaulichen, wissenschaftlichen oder volkskundlichen Bedeutung im Interesse der Allgemeinheit liegt“. Die Denkmaleigenschaft eines Objekts ergibt sich aus dieser Definition des Gesetzes und ist nicht davon abhängig, ob es in die Denkmalliste eingetragen ist oder nicht.
Die folgenden Artikel unterscheiden zwischen folgenden Gruppen von Denkmälern:
- Baudenkmäler sind „bauliche Anlagen oder Teile davon aus vergangener Zeit ... einschließlich dafür bestimmter historischer Ausstattungsstücke (auch beweglicher Sachen). Als Baudenkmäler gelten auch Gartenanlagen und Ensembles, letztere auch dann, wenn nicht jedes einzelne dazugehörige Bauwerk ein Baudenkmal ist, das Orts-, Platz- oder Straßenbild aber insgesamt erhaltenswürdig ist“.
- Bodendenkmäler sind „bewegliche und unbewegliche Denkmäler, die sich im Boden befinden oder befanden und in der Regel aus vor- oder frühgeschichtlicher Zeit stammen“.

Artikel 2 legt fest, dass die Bau- und Bodendenkmäler durch das Bayerische Landesamt für Denkmalpflege im Einvernehmen mit der jeweiligen Gemeinde in ein nachrichtliches Verzeichnis eingetragen werden sollen, die Bayerische Denkmalliste. Nachrichtliches Verzeichnis bedeutet dabei, dass nicht der Eintrag in die Denkmalliste einem Objekt den Denkmalschutz verleiht, sondern dass jedes Objekt, das die gesetzlichen Bestimmungen erfüllt, denkmalgeschützt ist und die Denkmalliste nur darüber informiert, bei welchen Objekten das offiziell geprüft und bestätigt wurde.
Die Artikel 4–6 behandeln die Baudenkmäler, deren Erhalt und Nutzung und legen fest, welche Maßnahmen genehmigungspflichtig sind. Die Artikel 7–9 behandeln die Bodendenkmäler und regeln deren Auffinden, Ausgraben und Auswerten. Art. 10 behandelt eingetragene bewegliche Denkmäler.
Die weiteren Artikel betreffen die mit dem Denkmalschutz befassten Institutionen und Personen sowie verfahrensrechtliche Bestimmungen bis hin zu einer möglichen Enteignung denkmalgeschützter Objekte bei Gefahr für deren Bestand.